# 李益勝

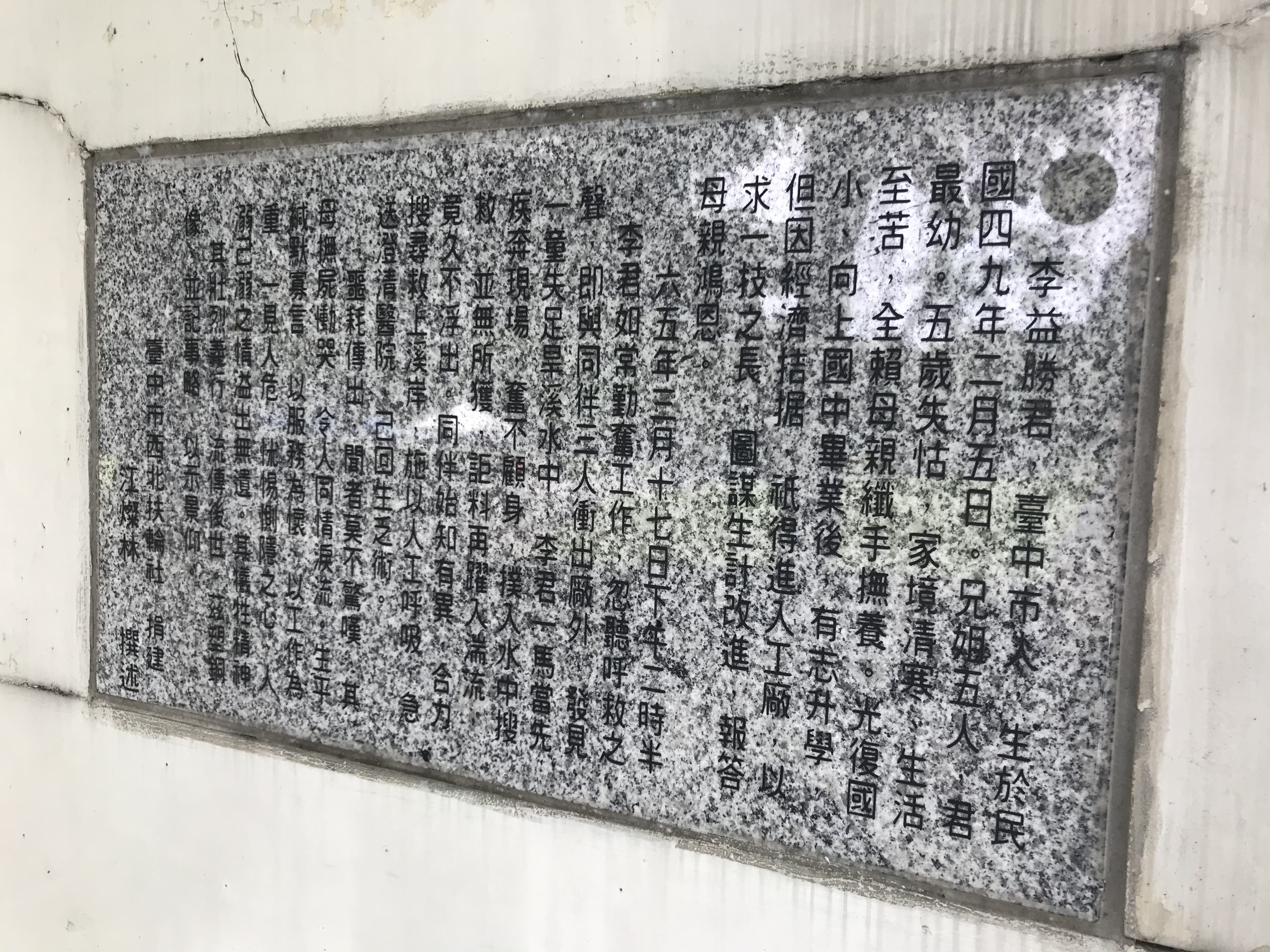
李益勝紀念文

李益勝（1960年2月5日—1976年3月17日），臺灣台中市人，為救在旱溪溺水的兒童而殉身，在台中公園立銅像紀念。

## 殉身
李益勝生於1960年2月5日，四歲時父親李壬生去世，由母親張阿隨依靠洗衣作收入，與大姊李桂英、二哥李益垚、三姊李玉英、四哥李益進同住在台中市光復路82巷。1975年李益勝畢業後，到東明工業社作板金學徒。
1976年3月17日，一群光復國小三年級學生到台中縣市交界旱溪的精武大橋戲水，這地因施工挖沙坑因此積水很深，下午6點30分許，其中小學生陳仁心忽然溺水，學童們便大喊救命，於是附近工作的李益勝立即奔跑來跳水救人，但因跑得太急氣喘，難以游泳，兩人皆溺斃。遺體暫厝於陸軍第八○三總醫院。
之前1972年6月12日精武大橋興建時，一位住附近的阿美族陳金昭，救了險遭旱溪洪水沖走的建築工人陳得利而傳為美談。
1976年3月18日早上，光復國小校長林昭舜將全體光復國小師生捐款送到李益勝家中。19日上午，省主席謝東閔派遣社會處秘書蔡榮桐攜帶兩萬元慰問金給李益勝家屬。後來中興大學擔任教官的陳仁心父親陳紫峯也致贈一萬元、東明工業社老闆詹添賜致一萬五千元給李益勝家屬。
1976年3月22日，市長陳端堂擔任主任委員的治喪委員會決定，明天下午2點李益勝出殯，由義警摩特車隊開道、軍樂隊前導，繞經台中市鬧區三民路、光復路、自由路、中正路等處，最後送至南區樹子腳大慶街中市十七公墓，卜葬於李益勝父親墓旁。
出殯當日，行政院長蔣經國特贈「見義忘身」輓聯、立法院院長倪文亞、經濟部部長孫運璿、交通部部長高玉樹、內政部部長林金生、省府主席謝東閔、臺北市市長張豐緒等各界紛紛送輓聯至市殯儀館。除李益勝所就讀的光復國小、向上國中、工作的東明工業社派人外，台中一中校長段茂廷也親自帶隊公祭並送葬。該日，中市西北扶輪社宣布要豎立銅像。
銅像立於李益勝母校光復國小操場司令台後方，即現在的台中公園內，蔣經國頒題的「見義忘身」以鐵板雋刻其上。
樹子腳公墓今已遷葬，成為公園。